# Phat thaj
A phat thaj (thaiul: ผัดไทย,  hallgat), gyakori írással: pad thai, thaiföldi egytálétel, mely pirított rizstésztával készül, népszerű utcai étel, de éttermekben is felszolgálják. A CNN Go 2011-ben a világ ötödik legfinomabb ételének választotta.

## Hozzávalók
A phat thajhoz szárított rizstésztára van szükség, melyet hirtelen sütnek tojással és tofuval, és tamarindvelővel, halszósszal, szárított garnélával, fokhagymával vagy mogyoróhagymával, csilipaprikával és pálmacukorral ízesítenek. Limeszeletekkel és gyakran pörkölt földimogyoróval tálalják. Emellett más zöldség is kerülhet bele, például babcsíra, fokhagymacikkek, pácolt retek vagy tarlórépa, banánvirág. Adhatnak hozzá friss garnélát, rákot, tintahalat, csirkehúst vagy más állati eredetű fehérjét is.
A hozzávalók egy részét opcionális ízesítőként is feltálalják mellé, például csilit, limeszeleteket, földimogyorót, babcsírát és különféle friss zöldségeket. A vegetáriánus verziókban a halszószt szójaszósszal helyettesíthetik és elhagyhatják a húsféléket.

## Története
Elképzelhető, hogy a hirtelen sütött rizstésztával kínai kereskedők ismertették meg Ajutthaja lakóit az Ajutthajai Királyság idejében és az idők folyamán a thai ízlésre alakították az ízvilágát.
Mark Padoongpat szerint a phat thaj nem autentikus, tradicionális étel, melynek sok száz éves története lenne. Úgy véli, hogy az 1930-as években Thaiföld miniszterelnöke, Plek Phibunszongkhram alkotta meg, a nemzet „építésének” jegyében, a nacionalizmus ösztönzése érdekében.
Egy másik magyarázat szerint a második világháborúban Thaiföld rizshiányban szenvedett, ezért a tésztafogyasztást igyekeztek népszerűsíteni, és a rizstésztával segítettek megalkotni a nemzeti identitást. Ennek eredményeképp született meg a szen csan tészta (Csanthaburi tartomány után elnevezve). A phat thaj pedig thai nemzeti étellé vált. Eredetileg a recept nem tartalmazott csirkehúst vagy sertéshúst (utóbbit a thai kormány kínai húsként tartotta számon), manapság azonban vannak utcai ételárusok, akik hozzáteszik az ételhez.

## A populáris kultúrában
A Jau szaao phat thaj című filmben a phat thaj a cselekmény mozgatórugójaként szolgál: a főszereplőnő kijelenti, hogy ahhoz megy feleségül, aki 100 napig minden nap az ő phat thajját eszi.
2008-ban a Throwdown! with Bobby Flay című főzőműsor egyik epizódjában Bobby Flayt legyőzte egy thai szakács a phat thajjal.

## Galéria

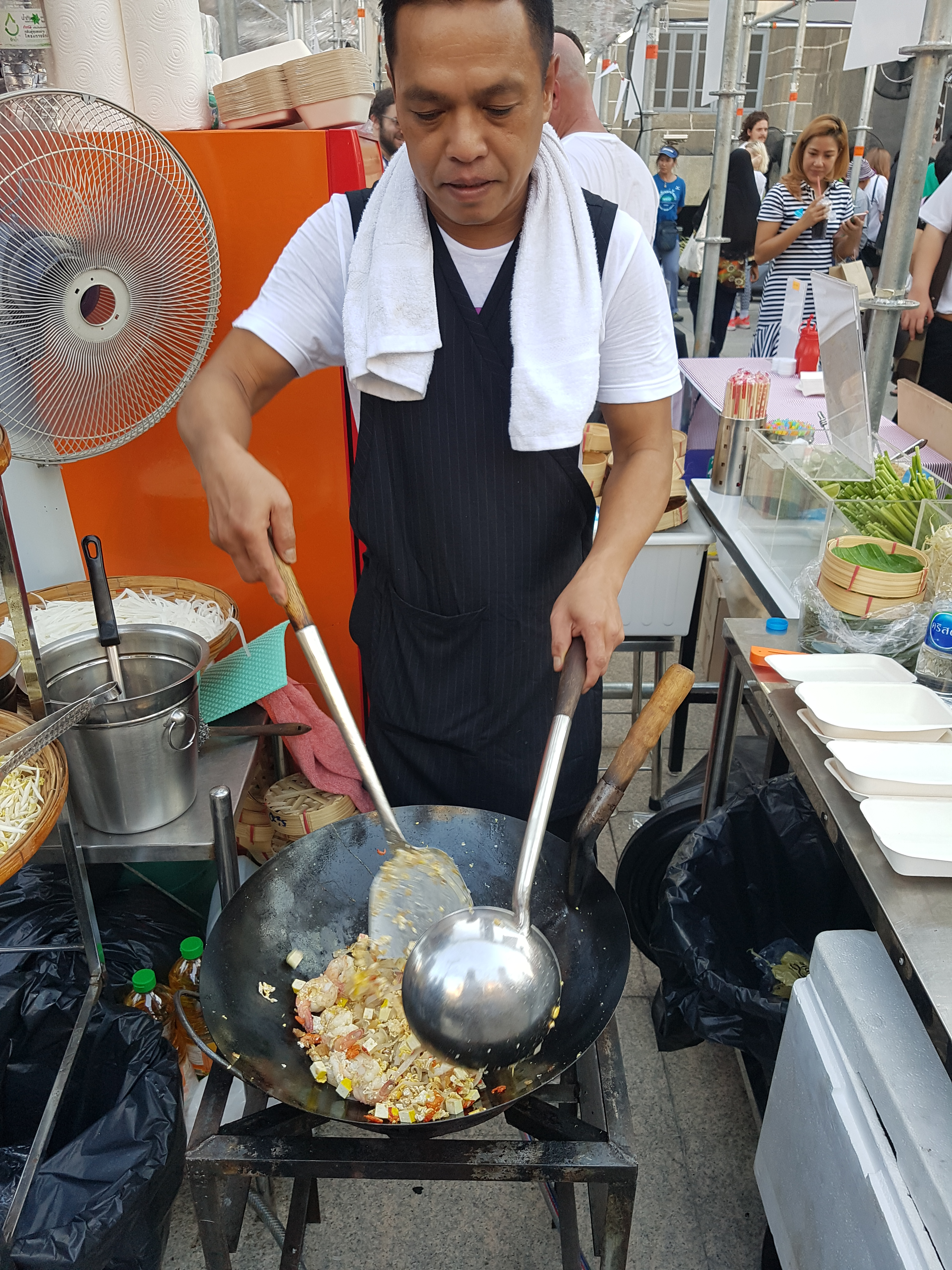
utcai árus Bangkokban
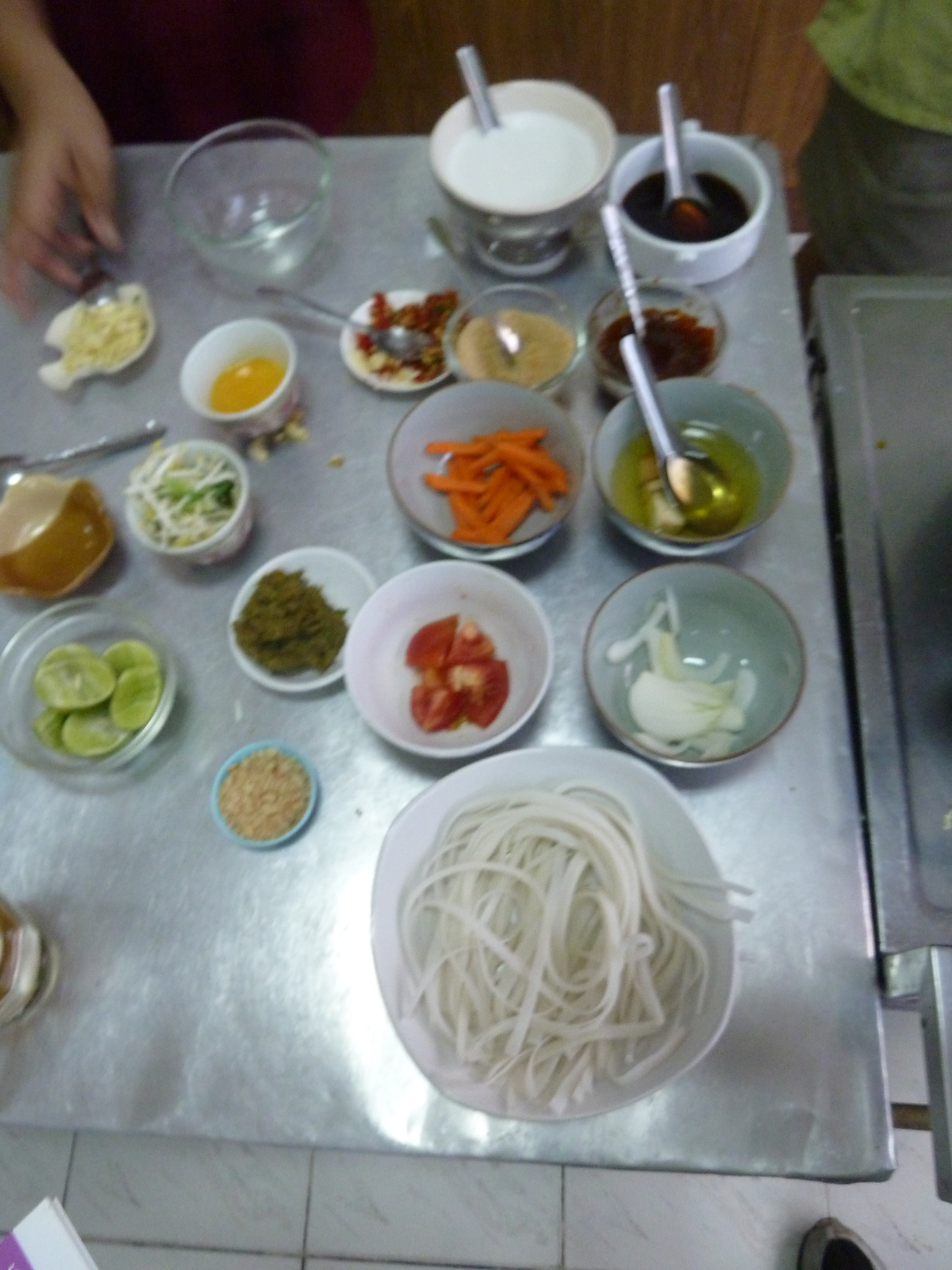
Hozzávalók
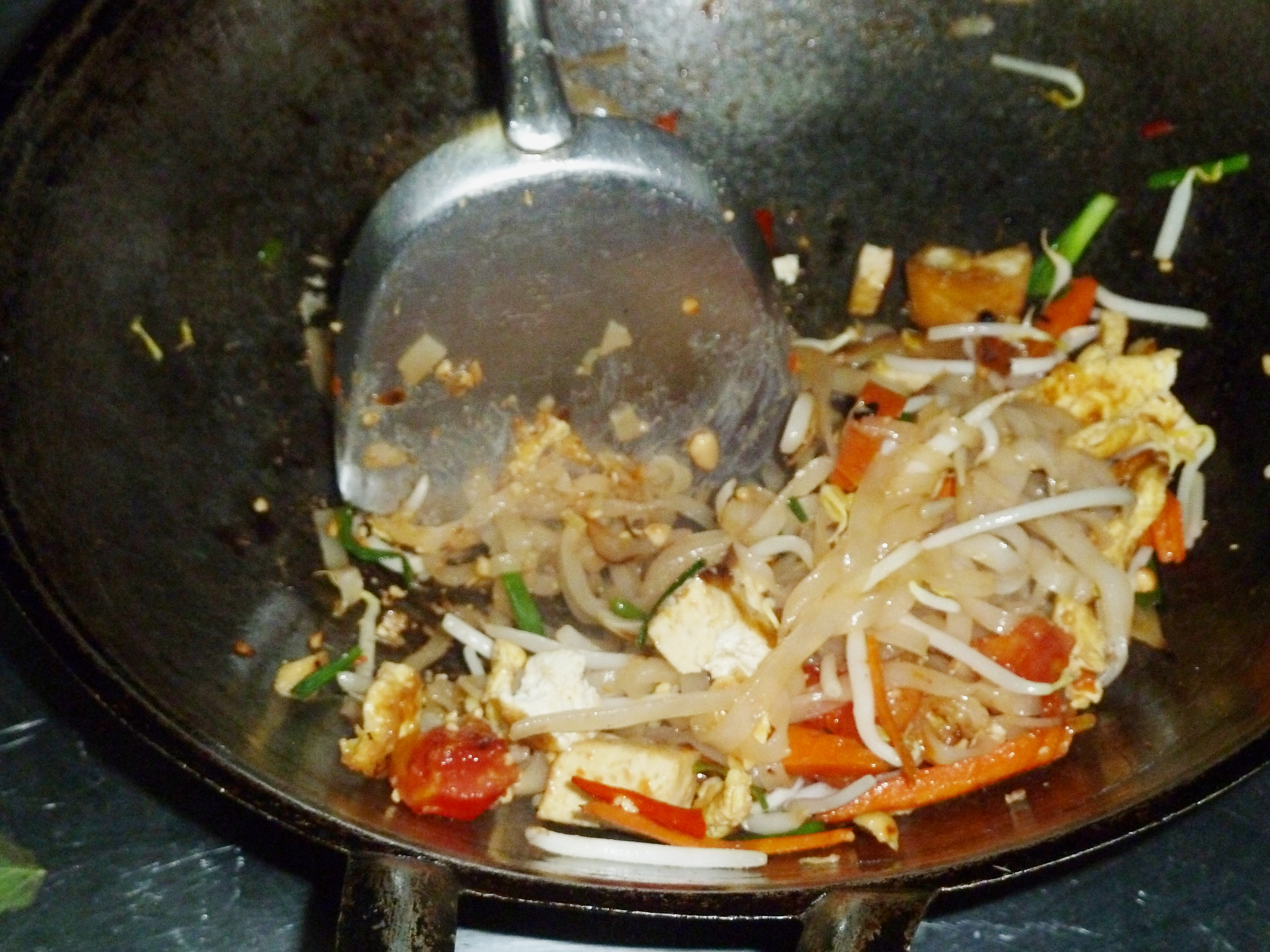
Hirtelen sütés wokban

## Fordítás
Ez a szócikk részben vagy egészben  a   pad thai című angol Wikipédia-szócikk fordításán alapul.  Az eredeti cikk szerkesztőit annak laptörténete sorolja fel. Ez a jelzés csupán a megfogalmazás eredetét és a szerzői jogokat jelzi, nem szolgál a cikkben szereplő információk forrásmegjelöléseként.